# Anonymous 4
Anonymous 4 – żeński kwartet wokalny założony w 1986 roku w Nowym Jorku, specjalizujący się w wykonywaniu utworów muzyki dawnej. Kwartet tworzą obecnie: Susan Hellauer, Ruth Cunningham, Jacqueline Horner-Kwiatek i Marsha Genensky.

## Historia
W 1986 roku podczas sesji nagraniowej spotkały się cztery kobiety chcące sprawdzić, jak zabrzmi średniowieczny śpiew i polifonia w żeńskim wykonaniu. Pierwszy skład zespołu tworzyły: Marsha Genensky, Susan Hellauer, Johanna Marie Rose i Ruth Cunningham. W 1998 roku Jacqueline Horner zastąpiła Cunningham, która w 2007 roku powróciła do zespołu zastępując Johannę Marie Rose. Nazwa zespołu pochodzi od jednego z traktatów muzycznych i jej autora, Anonimus IV, wydanych w XIX wieku, opisujących styl kompozytorski i praktykę wykonawczą w XIII-wiecznej muzyce tworzonej w Szkole Notre-Dame. Anonymous 4 koncertuje i bierze udział w festiwalach w Ameryce Północnej, Europie, Azji i Bliskim Wschodzie. Dokonał 19 nagrań dla amerykańskiego oddziału wytwórni Harmonia Mundi, sprzedając ponad dwa miliony płyt (2011). Repertuar kwartetu obejmuje muzykę z XI wieku, utwory XII-wiecznej mistyczki Hildegard von Bingen, XIII- i XIV-wieczne utwory polifoniczne z Anglii, Francji i Hiszpanii, średniowieczne i współczesne kolędy z Wysp Brytyjskich, amerykańskie pieśni folkowe, utwory w notacji shape note oraz pieśni gospel.
Członkinie kwartetu mają wszechstronne przygotowanie muzyczne. 
- Marsha Genensky była początkowo piosenkarką folkową, otrzymała tytuł Master of Arts w dziedzinie folkloru i folklorystyki University of Pennsylvania. Jest specjalistką od amerykańskiego śpiewu w notacji shape note, eksperymentuje z różnymi technikami wokalnymi w brytyjsko-amerykańskiej piosence folk.
- Susan Hellauer pochodzi z Nowego Jorku, była trębaczka legitymująca się stopniem bakalaureat w dziedzinie muzyki na Queens College w City University of New York, interesuje się muzyką średniowieczną i renesansową, posiada stopnie naukowe w dziedzinie muzykologii z Queens College i Columbia University.
- Jacqueline Horner (po ślubie w 2008 roku jako Jacqueline Horner-Kwiatek) jest jedyną nie Amerykanką w zespole, pochodzi z Belfastu, w Irlandii Północnej. Uczęszczała do Queen's University, zdobywając bakalaureat typu joint honours w dziedzinie muzyki i języka angielskiego. W Londynie studiowała praktykę wykonawczą na City University i Guildhall School of Music and Drama. Podobnie jak wielu innych wykonawców specjalizujących się w muzyce  średniowiecznej, interesuje się również muzyką współczesną, występowała z Ensemble InterContemporain Pierre'a Bouleza, Ensemble for Early Music, Ensemble Moderne i Continuum.
- Ruth Cunningham ma dyplom z muzyki dawnej New England Conservatory of Music. Oprócz śpiewania gra i uczy gry na flecie prostym i flecie renesansowym. Pracuje również jako terapeutka dźwiękowa[2].

## Dyskografia
- 1993 An English Ladymass: 13th- and 14th-century chant and polyphony in honor of the Virgin Mary[a]
- 1993 On Yoolis Night: Medieval carols & motets
- 1994 Love's Illusion: Music from the Montpellier Codex 13th Century
- 1994 The Lily and the Lamb: Chant and Polyphony from Medieval England
- 1995 Voices of Light (Richard Einhorn)
- 1996 Miracles of Sant'Iago: Medieval Chant & Polyphony for St. James from the Codex Calixtinus
- 1996 A Star in the East (Christmas Music from Medieval Hungary)
- 1997 A Portrait of Anonymous 4
- 1997  11,000 Virgins: Chants for the Feast of St. Ursula
- 1998 A Lammas Ladymass: 13th and 14th Century English Chant and Polyphony in honor of the Virgin Mary
- 1999 Legends of St. Nicholas: Medieval Chant and Polyphony
- 1999 1000: A Mass for the End of Time
- 2001 The Second Circle: Love Songs of Francesco Landini
- 2002 La bele Marie: Songs to the Virgin from 13th-century France
- 2003 Darkness into Light (razem z Chilingirian Quartet)
- 2003 Wolcum Yule: Celtic and British Songs and Carols
- 2004 American Angels: Songs of Hope, Redemption & Glory
- 2005 The Origin of Fire: Hildegard von Bingen
- 2005 Noel: Carols and Chants for Christmas (4CD)
- 2006 Gloryland
- 2009 Four Centuries of Chant
- 2010 The Cherry Tree
- 2011 Secret Voices: Chant & Polyphony from the Las Huelgas Codex